# 英皇書院同學會小學第二校
英皇書院同學會小學第二校（英語：King's College Old Boys' Association Primary School No.2），位於香港上環普慶坊，是一所全日制資助男女小學，隸屬港島區的11小學校網。該校的辦學團體為英皇書院同學會，英皇書院同學會小學為其姊妹學校。

## 校政管理

### 現屆法團校董會成員
- 林仲岷（辦學團體校董，09/03/2016 - 31/08/2024）
- 簡浩秋（辦學團體校董，08/09/2020 - 31/08/2023）
- 張舜堯（辦學團體校董，08/09/2020 - 31/08/2023）
- 林淑芳（校長﹙當然校董﹚，01/09/2015）
- 鄭文容（辦學團體校董，22/08/2018 - 31/08/2023）
- 楊啟健（辦學團體校董，15/03/2018 - 31/08/2023）
- 張明偉（辦學團體校董，22/09/2020 - 31/08/2023）
- 譚瑞文（校友校董，01/09/2022 - 31/08/2024）
- 陳文鴻（獨立校董，01/09/2022 - 31/08/2024）
- 吳文理（替代辦學團體校董，22/09/2020 - 31/08/2025）
- 盧卓康（家長校董，22/12/2021 - 31/08/2023）

### 歷任校監
- 關禮雄 先生
- 李傑之 先生
- 林仲岷 先生

### 歷任校長
- 廖遠流 先生[1]
- 林淑芳 女士

## 歷史
該校原名「英皇書院同學會小學上午校」，2000年遷入普慶坊40號前梁文燕紀念中學校舍並轉為全日制小學、同時改為現時校名。此校地址為普慶坊護土牆倒塌意外確實位置。
而在分拆後首年，此校亦曾借出部分課室，供同系羅宗淦紀念小學最後一屆小六上課，直到翌年該校停辦為止。

## 外部連結
- 英皇書院同學會小學第二校網址 （页面存档备份，存于）
- 英皇書院同學會小學網址 （页面存档备份，存于）
- 小學概覽2012[永久]
- 1925 年的普慶坊災難 （页面存档备份，存于）